# Iglesia de San Mamés mártir (Villatuelda)
La iglesia parroquial de San Mamés de Villatuelda (provincia de Burgos, Castilla y León) es de estilo románico de transición al gótico, también conocido como tardorrománico.
La entrada del templo estuvo protegida por un sencillo pórtico hasta que, en 1971, se eliminó dicho elemento. En vez de torre, tiene espadaña. Al contrario de lo que ocurre en otras iglesias del Valle del Esgueva, su portada está orientada al norte.
La parroquia cuenta con un retablo gótico del siglo XVI. El acceso al púlpito mudéjar está horadado en uno de los pilares del templo. Un cristo gótico de considerable tamaño y buena factura que perteneció a esta parroquia, se encuentra actualmente en la iglesia de San Julián de Burgos.
Esta iglesia pertenece a la Escuela del Esgueva, caracterizada por la construcción de templos rurales pertenecientes al románico tardío. En ellos destacan las puertas, que suelen ser monumentales por influencia cisterciense. De gran tamaño y abocinadas, las puertas presentan numerosas arquivoltas apoyadas en columnillas y con decoración geométrica. Es frecuente que los capiteles lleven motivos vegetales.
Depende de la parroquia de Torresandino en el Arciprestazgo de Roa, diócesis de Burgos.